# Metareva susumuca
Metareva susumuca är en fjärilsart som beskrevs av Paul Dognin. Metareva susumuca ingår i släktet Metareva och familjen björnspinnare. Inga underarter finns listade i Catalogue of Life.